# Rab Kahana
Rab Kahana war ein babylonischer Amoräer der 6. Generation und lebte und wirkte um 400 n. Chr. in Pum Nahara (dicht bei Nehardea).
Es existierten mehrere Amoräer des Namens Kahana, von denen drei als bedeutend angesehen werden. All diese sind in der Forschung nicht immer präzise auseinanderzuhalten.
Der hier besprochene Kahana war priesterlicher Abkunft und hat als Lehrer Aschis Bedeutung erlangt.
Vermutlich war er Schüler Papas und des Huna b. Jehoschua.